# هورست هوک
هورست هوک (آلمانی: Horst Hoeck; ۱۹ مهٔ ۱۹۰۴ – ۱۲ آوریل ۱۹۶۹) قایقران روئینگ اهل آلمان بود.